# アッシュ・クリムゾン
アッシュ・クリムゾン（Ash Crimson）は、SNKプレイモアの対戦型格闘ゲーム『ザ・キング・オブ・ファイターズ』シリーズに登場する架空の人物。担当声優は長代聡之介。
この項目では彼と関係の深い、斎祀（サイキ）についても説明する。

## 概要
『ザ・キング・オブ・ファイターズ』（以下『KOF』と表記）の第10作目である『KOF2003』（以下『2003』と表記）から登場した、『KOF』シリーズ3代目の主人公。『2003』からのストーリーは彼の名前を取って「アッシュ編」と銘打たれている。前主人公の草薙京やK'とは違い、アンチヒーローとして活躍している。
プロフィールには年齢が記載されていなかったが、『KOF XII』（以下『XII』と表記）の公式サイトで16歳と発表された（PS2版『2003』に収録された初期資料では17歳となっている）。
常に飄々とした性格だが、言動や態度は子供っぽく、他人の不幸をヘラヘラと嘲笑って平然としていたり、馬鹿にするような発言を平気でするなど冷酷な面を持ち合わせている。また相当な面倒臭がりで、自分が興味のある物にしか目を向けない。時折語尾がカタカナになる（例：「〜だヨ」、「〜ネ」、「だよネ」）。しかし、『KOF XIII』（以下『XIII』と表記）のテリー・ボガードとの掛け合いでは、自身の放った嫌味を軽く受け流された上に苦笑され、珍しく逆上する一面を見せている。
一人称は「ボク」。あいさつや礼儀にフランス語を使う。ザッハトルテの他に、蟹も好き。
水泡のように噴き出す、緑色の特殊な炎を操る。それ以外にも、相手の力（例：八咫の力、八尺瓊の力）を奪って我が物とする能力も持っている。
シェン・ウーとは香港滞在の際に知り合った旧知の仲。デュオロンとも『2003』の時点では知り合いのようだが、その経緯は不明。
エリザベート・ブラントルシュとは幼馴染みで、家柄から姉弟のように付き合っていた模様。『KOF XI』（以下『XI』と表記）のライバルチームエンディングでは名前を呼ばれ慌てる一面も見せている。アッシュはエリザベートを「ベティ」と呼んでいる。また彼女同様「遙けし彼の地より出ずる者たち」と相対する関係にあり、何らかの使命を持っていたが、現在は自らに与えられた使命を放棄し、三種の神器（草薙京・神楽ちづる・八神庵）の能力を執拗に狙い、手中に収めようと企んでいる（真の目的は後述参照）。
『2003』ではデュオロンとシェン・ウーの2人で主人公チームを結成。ちづるから八咫の力を奪う。更に『XI』ではデュオロンが抜け、オズワルドが入る。庵から八尺瓊とオロチの力を奪った後、エリザベートの前で蒼い炎を出してみせた。
『XIII』では本編初のエディット主人公である。本作で明らかになった彼の目的は「遥けし彼の地より出ずる者たち」を自らの手で壊滅させ、目的達成を阻むことであり、三種の神器の力を集めようとしたのも、最初から「-出ずる者たち」をおびき寄せるために仕組んだ行為であった。
また、当作では彼の直系の祖先である斎祀（サイキ）が中ボスとして登場する。彼を倒すとアッシュが隙を突いて斎祀の力を強奪するが、逆に斎祀がアッシュの肉体を乗っ取り、最終ボスの「血の螺旋に狂うアッシュ」となってプレイヤーの前に立ちはだかる。全てのエンディングでアッシュは斎祀の過去への帰還を阻止することに成功するが、「ご先祖様を消しちゃった」ためにタイムパラドックスが発生。この世界に祖先共々「初めから存在しなかった」ことになり、自身も消滅してしまった。なお彼と面識のある全ての人物の記憶から「アッシュの存在」が断片的に消滅したが、エリザベートの記憶からは消滅しておらず、アッシュの形見ともいえるカチューシャを手に涙を流していた。
しかし、消滅していたにもかかわらず、『KOF XIV』でバースに魂を吸収されていたことが判明し、さらにオフィシャル招待チームのエンディングで、眠りについたまま肉体と魂が復活していた。
『XV』ではプレイアブルとキャラクターとして復活し、ククリへの義理を果たすために大会に参加する。

### 客演登場
アニメ『The King of Fighters: Another Day』にも登場して、『KOF MAXIMUM IMPACT』（以下『MI』と表記）シリーズへの登場を匂わせた。『MI2』では背景での出演のみで終わったが、『REGURATION "A"』（以下『MIA』と表記）にはプレイヤーキャラクターとして登場している。キャッチコピーは「嘲笑う火影」。『MIA』ストーリーなどでシャオロンに、龍（ロン）またはデュオロンの居場所を聞かれた際には「どっちも聞き覚えがない」と答えているが、勝利台詞では「デュオロンなんて知らないがそのハンサムの名前を覚えておく」などと発言しており、他者を小馬鹿にした彼の性格が見て取れる。
『Days of Memories 〜彼と私の熱い夏〜』では学園のおぼっちゃまとして登場し、平気に嘘をつくなどして、周りの人々に迷惑をかけていた。また『Days of Memories 〜僕と彼女と古都の恋〜』では、ファッションデザイナーを目指している高校生として登場。しかし、彼の奇抜なデザインで、一般受けは良くないらしい。

### キャラクターデザイン
亜麻色の髪をカチューシャで纏めた、そばかす顔の青年。その顔は美青年というより陰湿で不気味な雰囲気をかもし出しているが、どこか人を魅了する所があるという。
服装は赤をベースに統一されており、袖や裾には黒い泡のような模様と炎などを模した白抜きの紋章が入っている。歯の矯正をしているが、ゲーム中で見られることはほとんどない。『XII』では矯正が終わっている。
『XV』では上着の裾が長くなり首元を黒いファーで覆っていたりと、服装が寒冷地仕様を思わせるものにマイナーチェンジされている。
開発スタッフによると、一般的な主人公とは違う「魅力ある悪役」としてデザインしたという。このためアッシュの存在は、京やK'のような物語の中心に身を置く典型的な主人公像を否定し、多分に狂言回しとしての立ち位置の強い主人公となった。
アーケードゲーム情報誌『月刊アルカディア』で第五回ベストキャラクター賞を獲得した。

## ゲーム上の特徴
タメキャラであるのが特徴。また後述の必殺技、「サン・キュロット」は自身の能力を強化する珍しい性質を持っている。
『XII』でドットの一新と共にニュートラルポーズが変更され、それまでの比較的オーソドックスな構え方から「両手を腰において相手を見下すように片足に体重を乗せて立ち、一定時間操作がないと人差し指で前髪をくるくるといじり出す」という、アッシュの性格を強調したものになる。ニュートラルポーズの変更に合わせて前進・後退やしゃがみなど、その他の動作も面倒そうであったり相手を見下したものになっている。

## 技の解説
ほとんどの技名はフランス革命暦にちなんだものである。
なお、『XII』以降に追加されたものを除く技名の英語表記はSNKプレイモア香港の『KOF MIA』公式ホームページ内に掲載されていたコマンドリストを参考としている。

### 通常投げ
ブリュメール（Brumaire）
『2003』、『XI』、『MIA』で使用する投げ技で、掴んだ相手を緑炎を纏った拳で殴り飛ばす。由来はフランス革命暦の「霧月」。
フリュクティドール（Fructidor）
『MIA』でのみ使用する投げ技で、地に倒れた相手の頭を笑顔で踏みにじる。由来はフランス革命暦の「果実月」。
レコンバンス（Recompenses）
『XII』で追加された投げ技で、相手の頭部を掴み爆破させる。由来はフランス革命暦の年末の休日・「報酬日（La Fête des Récompenses）」。

### 特殊技
メシドール（Messidor）
一瞬溜めを作り、拳を振り下ろす中段技。由来はフランス革命暦の「収穫月」。
フロレアール（Floreal）
前方に移動しながらのソバット。由来はフランス革命暦の「花月」。
ブレリアール（Prairial）
後方に移動しながら、「フロレアール」とは逆の脚でソバット。由来はフランス革命暦の「牧草月」。

### 必殺技
ヴァントーズ（Ventose）
腕を振り上げ、緑色の炎を飛ばす技。強で放つと横薙ぎ→振り上げの2段技になる（『XI』では最初の横薙ぎに攻撃判定がない）。
EX版は2発連続で炎を撃ち出す。溜めコマンド。由来はフランス革命暦の「風月」。
「血の螺旋に狂うアッシュ」（以下：黒アッシュ）のものは性能が向上しており、EX版は4発連続で撃ち出す。
ニヴォース（Nivose）
緑色の炎を纏い、上昇しながら踵で蹴り上げる対空技。これも溜めコマンド。由来はフランス革命暦の「雪月」。
ヴァンデミエール（Vendemiaire）
『2003』『XI』『MIA』でのみ使用。「メシドール」から膝蹴り、アッパーのコンビネーションを浴びせるコマンド投げ。アッパーで打ち上げた相手は追い討ちが可能。
由来はフランス革命暦の「葡萄月」。
ジェニー（Genie）
『XII』で追加された設置系飛道具。由来はフランス革命暦の年末の休日・「才能日（La Fête du Génie）」。
フリメール・スウラジェ（Frimaire-soulager）
『MIA』で追加された技。空中から踵を振り下ろして攻撃する。フリメールの由来はフランス革命暦の「霜月」。スウラジェ（スラジェ）は「（負担などを）軽くする」という意味になる。
フリメール・フォルティフィエ（Frimaire-fortifier）
『MIA』で追加された技。空中からドリルキックで攻撃する。フォルティフィエはフランス語で「（守りを）強くする」という意味になる。
ピエージュ（Piege）
『MIA』で追加された当て身技。「ピエージュ」単体では背後に回り込むだけで相手にダメージを与えないが、後述の「レコルテ」に派生可能。直訳するとフランス語で「罠」。
レコルテ（Recolter）
「ピエージュ」の派生技で、相手からパワーゲージを吸収する。『2003』の三種の神器チームのエンディングで神楽ちづるから力を奪ったシーンを再現したもの。直訳すると「収穫する」。

### 超必殺技
テルミドール（Thermidor）
前方に巨大な火球を作り出し、掛け声と共に撃ち出す技。『XII』以降は片手で火球を作り、円を描くように撃ち出す。由来はフランス革命暦の「熱月」。
黒アッシュ版は一定距離を進んだ後、しばらく画面上に残る。
ブリュヴィオーズ（Pluviose）
「ニヴォース」を3連続で放つ技。『XIII』のEX版では4連続で放つ。由来はフランス革命暦の「雨月」。
レヴォルト・デ・カプリス（Revolte de Caprice）
『MIA』で追加された超必殺技。素早く突進し、相手をロックして連続攻撃を浴びせる。フィニッシュは、「ヴァントーズ」・「ニヴォース」・「ブリュヴィオーズ」の中からランダムで決まる。何もしなかった場合は追撃が可能。直訳すると「気まぐれの反乱」。
サン・キュロット（Sans-culotte）
リーダー超必殺技。全身から緑の炎を噴き出す技。使用後は一定時間、「ヴァントーズ」と「ニヴォース」の溜め時間が無くなる。『XI』からは、2つの技にどこでもキャンセル属性がつくようになり、通常時キャンセル不可の全ての特殊技もキャンセルできるようになる。さらに「テルミドール」、「ブリュヴィオーズ」をゲージ消費なしで出せる（ただし、出すとそこで効果終了）。
黒アッシュのものは姿を消した後、無数の黒い爆発を起こす画面全体攻撃となっている。
由来はフランス革命時の市民を現すサン・キュロットと、それを由来としたフランス革命暦の年末の休日を総称した「サン・キュロットの休日（Les Sans-Culottides）」。
サン・キュロット・リベルテ（Sans-culotte-Liberte）
『MIA』で使用する、1ゲージ消費版の「サン・キュロット」。性能は従来のものと同様。「リベルテ」は直訳すると「自由」。
サン・キュロット・エガリテ（Sans-culotte-Egalite）
『MIA』で使用する、2ゲージ消費版の「サン・キュロット」。胸の前で手を交差させる構えをとり、花の蕾のような形状の炎を噴き出す。「エガリテ」は直訳すると「平等」。
出掛かりを当てると相手を打ち上げるため、「リベルテ」よりも追撃がしやすい。
サン・キュロット・フラテルニーテ（Sans-culotte-Fraternite）
『MIA』で使用する、3ゲージ消費版の「サン・キュロット」。片腕を振り上げるような構えをとり、「エガリテ」よりもさらに大きな竜巻状の炎を巻き起こす。
「フラテルニーテ」は直訳すると「友愛」。
効果の持続時間は「リベルテ」「エガリテ」よりも長く、壁バウンドを起こさないため、より追撃がしやすくなるほか、追加入力で後述の「エスプワール」に派生可能。
エスプワール（Espoir）
『MIA』で追加された超必殺技。「サン・キュロット・フラテルニーテ」中にのみ使える。自身の周りに炎が巻き上がる技。直訳すると「希望」。
『XIII』では調整版の『CLIMAX』で使用。こちらは緑色の爆炎を無数に起こす画面全体攻撃で、「サン・キュロット」中にのみ繰り出す。ヒット時は後述の「ジェルミナール」のように相手の必殺技を一定時間封じ込める。CPU専用技であり、プレイヤーは使用不可。また、条件の厳しさから使用頻度も少ない。
ジェルミナール（Germinal）
『XI』で追加。「サン・キュロット」の発動中に出すことが可能（これも出すと「サン・キュロット」の効果が終了する）。炎を地面に残しながら高速で突進し、すれ違い様に相手を炎で焼き尽くす技。ちづるから強奪した八咫の力による影響からか、相手の必殺技を一定時間封じてしまう。
『MIA』では（設定上、ちづるから八咫の力を奪う以前のため）通常の必殺技として使用。こちらは相手を空中に打ち上げるだけの突進技で、必殺技を封じる能力はない。由来はフランス革命暦の「芽月」。
『XIII』では両方とも使用可能。前者は1ゲージ消費して繰り出す技だが、家庭用ではゲージを使わずに派生できるよう変更されており、汎用性が高まっている。後者の必殺技版は「ジェルミナール・カプリス」という名称で使用。黒アッシュは「サン・キュロット」を併用せずとも、1ゲージ消費して単体で使用してくる。

フリュティドール（Fructidor）
『XIII』で追加されたNEO MAX超必殺技。庵から強奪した八尺瓊とオロチの力を利用し、庵が使用していた『三神技之弐』のように吊り上げた相手を蒼い炎で焼く。由来は前述の「フリュクティドール」と同じくフランス革命暦の「果実月」だが、全く別の技となっている。
黒アッシュ版はフィニッシュが「ジェルミナール」の動作であり、体力を全体の7割近く奪い取るなど圧倒的な攻撃力を誇るが、使用頻度はかなり低い。
画面全体攻撃（名称不明）
『XIII CLIMAX』にて黒アッシュに追加されたもう一つのNEO MAX超必殺技。画面全体に無数の黒い爆発を起こす。「サン・キュロット」の上位版ともいえるが、こちらは技の直前に姿を消さない。暗転の瞬間に黒い爆発が起こるため、恐ろしく攻撃発生が早いうえに、ヒット数も48ヒットを誇り、まともに食らえば総体力の6割強を奪う大ダメージとなり、ガード時も大量に体力を削られる。その分「フリュティドール」と同じく使用頻度が少ない。

## 斎祀（サイキ）
アッシュ編の黒幕で先述の通りアッシュの直系の祖先で「遥けし彼の地より出ずる者たち」の首領。顔立ちや服装はアッシュと瓜二つで、爪を気にする点まで同じ。アッシュとの違いは、髪をカチューシャで纏めずに下ろしていることと、服装が白ベースで模様も入っていないこと。また顎のラインも微妙に異なる。
中ボスとして登場する時は亜麻色のオールバックの長髪に赤黒い肌をした逞しい男性の姿となる。この際、衣服を身につけていないが、顔、手元、足元が黒い炎で覆われている。その後はアッシュの肉体を乗っ取り「血の螺旋に狂うアッシュ」と言う名で最終ボスとして登場。
性格は傲慢極まりなく、自分以外の全て、すなわち人間はもちろんのこと無界（ムカイ）などの仲間すらも「虫ケラ」「無能」と見下している。また仲間である無界を命令に背いたという理由で殺害するなど冷酷さが強調されている。その真の目的はオロチを復活させることで時空の扉を開き、元の過去に帰還して未来を自由自在に作りかえることにある。実はその一方で手下達をオロチの生贄にしようと企んでいたが、その事に既に気付いていたアッシュがシュルームとリメロに伝えてしまい、結果シュルームとリメロが謀反を起こし時空の扉が閉じ掛け焦り出し、その隙をアッシュに突かれ倒れる。しかし斎祀の思念がアッシュを乗っ取り、「血の螺旋に狂うアッシュ」としてKOF優勝者と戦うが敗北。敗北後はその身体で強引に時空の扉の向こうに進む事を試みるが今度はアッシュが意識を取り戻した事で自由に動けなくなり、時空の扉を使って斎祀の過去の世界に帰還を促すが「ボクは、この世界のことが･･････けっこう、気に入ってるんだ。」という返答を出したアッシュに拒絶され時空の扉が完全に閉じてしまい、同時にその影響で斎祀は完全に消滅した。しかし先祖を消した影響でタイムパラドックスが発生してしまい、その矛盾で子孫のアッシュもまた「存在が無かった」事にされ、アッシュも消滅してしまった。
『XIII』の拳崇との掛け合いで実は龍と知り合いで「龍の力」を知ってる様な事を仄めかしたが、詳しい事は最後まで話さなかった。
アッシュと似ている姿は仮の姿で、本当は背の高い筋肉隆々の体をしている。亜麻色のオールバックの長髪に赤黒い肌と青白く光る眼、体の一部が炎のように揺らめく黒い物質で覆われている（ただし黒い物質は相手を捕縛することも可能で、炎ではない）。
業務用では変身後がCPU専用の中ボスで登場するのみだが、家庭用『XIII』で斎祀・変身前としてプレイアブルキャラクターとなる。
アッシュと同じく担当声優は長代聡之介。変身後の声は収録後に低く加工されているが、変身前では加工前のものを流用している。

### 技の解説
本項では変身前の技のみを述べる。

#### 必殺技
鬼抑ノ月（きよくのつき）
アッシュの「ヴァントーズ」に相当。黒い物質を飛ばす。
刎釣瓶ノ鉈（はねつるべのなた）
アッシュの「ニヴォース」に相当。上方向への蹴り上げ。
笠研ノ槌（かさはずしのつち）
追加攻撃。
臀折ノ楔（ひおりのくさび）
その場で上段蹴り。
裏七里（うらしちり）
追加攻撃。
七里駆（しちりがけ）
ワープする移動技。

#### 超必殺技
鷲羽落（わしばおとし）
「刎釣瓶ノ鉈」→EX「笠研ノ槌」→「七里駆」の後で踏みつける。
闇落（やみおとし）
「七里駆」で相手の頭上にワープして、見下しながら頭部を踏みつける。
常闇ノ船（とこやみのふね）
「鬼抑ノ月」のバージョンアップ版。
去龍ノ澱（きょりゅうのおり）
相手をつかみ、ダメージを与えつつ、体力を吸収する。
神集（かすみ）
NEO MAX超必殺技。変身後の姿になり、画面全体に黒い物質を撒き散らす。ただし、技が終わると変身前の姿に戻る。

#### CPU専用の超必殺技
『XIII CLIMAX』では、CPU戦の乱入キャラクターとして登場した場合のみ以下の技が追加される。2ゲージ消費技のため、いずれも使用頻度は少ない。
変身（名称不明）
一定時間だけ変身後の姿と使用技で戦う。超必殺技は使わないが、変身中は投げ技以外の攻撃を受けてものけぞらない。
自身強化（名称不明）
ゲージ2本に加え、ハイパードライブゲージも全消費して使う。一定時間、身体に黒い物質を纏わせて強化する技。体力が少しずつ回復し、特殊技が地上でも使え、黒い物質を纏った突進技が追加、ゲージを消費せずに超必殺技が使用でき、「神集」も通常の超必殺技になるなど、付加される性能はアッシュの「サン・キュロット」を大きく上回る。

### セッティング
斎祀の人格についてはスタッフによると「嫌な奴」であり、制作中はキャラクター作りの参考とするためにネット上の口汚い言葉を検索していたとのこと。
同様の理由から、開発中はキャラクターの身体の様々な個所に炎をともすという試行錯誤が行われた。炎が灯る前のグラフィックは黒い部分が白く表示されるため、裸に靴下をはいているというおかしな容姿だったと『XIII』でゲームデザインディレクターを務めた山本圭は同作の公式サイトのインタビューの中で振り返っている。
また山本は、斎祀の持つ「特殊な力」のイメージがわかず苦労したと『XIII』の公式サイトの中で振り返っている。『XIII』のアートディレクターの西村は、モーションやエフェクトをいやらしくしてほしいという発注があったため、エフェクトは粘性が高い液体をイメージしたと話している。

## 関連人物

### アッシュの関連人物
- デュオロン - 友人 、『2003』主人公チーム
- シェン・ウー - 友人 、『2003』『XI』主人公チーム
- オズワルド - 『XI』主人公チーム
- エリザベート・ブラントルシュ - 幼馴染み 、『KOF XV』でのチームメイト
- ククリ - 『KOF XV』でのチームメイト
- 草薙京 - 草薙の力を所持する者、『アッシュ編』では敵対関係
- 八神庵 - 八尺瓊とオロチの力を所持する者、『アッシュ編』では敵対関係
- 神楽ちづる - 八咫の力を所持する者、『アッシュ編』では敵対関係
- 斎祀 - 先祖、因縁
- 無界 - 先祖の手下、因縁
- 牡丹 - 先祖の手下、因縁
- 紫苑 - 先祖の手下、因縁
- 禍忌 - 先祖の手下、因縁
- シュルーム - 先祖の手下、因縁、斎祀に生贄にされる事を話し斎祀を裏切る様に仕向ける
- リメロ - 先祖の手下、因縁、斎祀に生贄にされる事を話し斎祀を裏切る様に仕向ける
- 笑龍 - デュオロンの行方を知るため接触

### 斎祀の関連人物
- アッシュ・クリムゾン - 子孫、因縁
- エリザベート・ブラントルシュ - 敵対関係
- 無界 - 手下
- 牡丹 - 手下
- 紫苑 - 手下
- 禍忌 - 手下
- シュルーム - 手下だがアッシュにより斎祀が自分達手下達をオロチの生贄にされる事を話され『XIII』終盤で妹リメロ共々謀反を起こし斎祀を裏切る
- リメロ - 手下だがアッシュにより斎祀が自分達手下達をオロチの生贄にされる事を話され『XIII』終盤で兄シュムール共々謀反を起こし斎祀を裏切る
- オロチ - 敵対関係
- 龍 - 知り合い
- 草薙京 - 敵対関係?